# Brimheim
Brimheim (født 2. februar 1990) med det borgerlige navn Helena Heinesen Rebensdorff er en dansk-færøsk sanger og komponist. Hun har tidligere optrådt med kunstnernavnet ”Franka”.
Musikstilen bliver betegnet som “PJ Harvey-lydende indierock” og “radiovenlig 90er-rock”, hvor Brimheim og producer Søren Buhl Lassen ofte tager sangene i nye overraskende retninger.

## Baggrund
Brimheim er datter af Elin Brimheim Heinesen og barnebarn af forfatter Jens Pauli Heinesen fra Færøerne.
Hun er bachelor i sangskrivning fra Det Jyske Musikkonservatorium, og “master i music creation” fra Rytmisk Musikkonservatorium i København.

## Priser
Brimheim blev tildelt FMA-prisen (Faroese Music Awards) i 2021 (årets nye navn) og tre FMA-priser í 2022 (årets sang, årets kvindelige sanger og årets band), foruden at hun vandt musikforlæggernes pris - “Carl Prisen” - som “Årets Talent” i 2022, hvor 30.000 kr. fulgte med prisen.

## Diskografi

### Album
- 2022 – Can’t Hate Myself Into A Different Shape
- 2024 – Ratking

### EP'er
- 2020 – Myself Mispelled

### Singler
- “Call It What You Want”
- “Exquisite Bliss”
- “Veronica Fever”
- “You Skip My Turn”
- “Kafka”
- “Favourite Day Of The Week”
- “Hey Amanda”
- “Poison Fizzing On A Tongue”